# لیدی
لِیدی (به انگلیسی: Lady) یک عنوان اشرافی انگلیسی است که از قرون وسطی برای توصیف زنان اشراف و از طبقهٔ اجتماعی بالا به‌کار می‌رفته است. این واژه در ابتدا معادل زنانهٔ عنوان لرد بود؛ اما امروزه همانند جنتلمن به صورت یک عنوان خطاب در اشاره به زنان محترم استفاده می‌شود. اصطلاح لیدی با بانو در زبان فارسی برابر است.
واژهٔ لیدی از هلایفدیج (hlǣfdige) در انگلیسی باستان گرفته شده است. منظور از آن می‌تواند «زنی با موقعیت اجتماعی بالا»، «زنی از طبقهٔ اشراف»، «زنی که مؤدب و با نزاکت رفتار می‌کند» یا حتی به سادگی، یک «زن» باشد. عنوان لیدی در مجموعه عناوین مریم مقدس وجود دارد. معنی این واژه در طول زمان از اصل خود تغییر کرده و به صورت برابر زنانهٔ جنتلمن گسترش یافته است.

## واژه‌شناسی
واژهٔ لیدی از هلایفدیج (hlǣfdige) در انگلیسی باستان گرفته شده است؛ بخش اول این کلمه شکل تغییریافتهٔ هلاف (hlāf) به معنای «قرص نان» است که در واژهٔ هلافورد (hlāford) به معنای «ارباب» نیز دیده می‌شود. بخش دوم احتمالاً از ریشهٔ دیج (dig-) به معنای «خمیر کردن» گرفته شده که تا امروز در واژهٔ انگلیسی dough به معنی «خمیر» نیز دیده می‌شود. اگرچه چگونگی تغییر معنای این کلمه از «خمیرزن» یا «نان‌ساز» یا «شکل‌دهندهٔ نان» به معنای رایجش، از نظر تاریخی به وضوح قابل ردیابی نیست، اما می‌توان آن را به معنای «ارباب» (lord) تصور کرد.
اصطلاح لیدی دو معنی اصلی دارد: نخست برابر زنانهٔ عنوان لرد و دوم برابر زنانهٔ جنتلمن. به نوشتهٔ دیکشنری بریتانیکا، لیدی به معنای «زنی با موقعیت اجتماعی بالا»، «زنی از طبقهٔ اشراف»، «زنی که مؤدب و با نزاکت رفتار می‌کند» یا حتی به سادگی، یک «زن» است. در زبان انگلیسی، گاهی در گفتار غیررسمی به صورت یک عنوان خطاب برای زنان به‌کار می‌رود و مردان ممکن است زنان محبوب خود را لیدی خطاب کنند. اصطلاحاتی چون بانوی اول (first lady) از این واژه ساخته شده‌اند.

## کاربرد
در مسیحیت، کاربرد ویژهٔ این کلمه به صورت یکی از عناوین مریم مقدس که معمولاً «بانوی ما» (our lady) خوانده می‌شود، معادل domina nostra در زبان لاتین است. در جایگاه یک عنوان اشرافی، کاربرد واژهٔ لیدی عمدتاً موازی با کاربرد واژهٔ «لُرد» است. بنابراین، این واژه یک جایگزین غیررسمی‌تر در مقابل سایر عناوین اشرافی زنانه مانند مارکینس، کنتس، ویسکنتس یا بارونس است که یک مقام اشرافی مشخص را نشان می‌دهد؛ چه به دلیل عنوان شوهر به صورت قانونی یا رسمی (که موجب می‌شود همسرش هم با معادل‌های زنانه آن خطاب شود) و چه به دلیل عنوان مستقل خود زن. لیدی همچنین عنوان مرسوم همسر یک بارونت یا شوالیه است. در زبان انگلیسی، عنوان متناسب که امروزه فقط در اسناد قانونی یا روی بناهای یادبود استفاده می‌شود، «دِیم» است. در یادبودها، عنوان دِیم به صورت پیشوند نام زن آمده و سپس نام خانوادگی شوهر ذکر می‌شود؛ اما در اسناد، لیدی فقط پیش از نام خانوادگی شوهر ذکر می‌شود. مانند لیدی برن (همسر آقای برن). در طول سده‌های پانزدهم و شانزدهم اروپا، پرنسس‌ها یا دختران خاندان‌های سلطنتی معمولاً با پیشوند لیدی و سپس نام‌های خود شناخته می‌شدند.
درحالی که واژگان انگلیسی لرد و اسپانیایی «دن» کاربرد اصلی خود را در قامت یک عنوان اشرافی یا یک رتبه، بدون تغییر حفظ کرده‌اند، لیدی در طول تحولات معنایی خود به صورت برابر زنانهٔ جنتلمن گسترش یافته است و در این راستا با دامِ (dame) در آلمانی، مادام (madame) در فرانسوی، دونا (donna) در اسپانیایی و غیره مطابقت دارد. به‌طور عمومی، این اصطلاحی برای خطاب هر زنی با موقعیت اجتماعی خاص است.